# Деструктивни симпатички нервни блокови
Деструктивни симпатички нервни блокови су једна је од метода којом се ефикасно купира  висцерални бол који се јавља код трбушних (абдоминалних) малигних болести.

## Опште информације
Деструктивними симпатичким нервним блоковима блокира се:
- ганглион стелатум,

- целијачни плексус,

- горњи хипогастрични плексус и др.

Агенс који се користи у ову сврху може бити:
Хемијски агенс: 50-100% алкохол или 3-12% фенол, који изазивају дехидратацију аксона и преципитацију мембранских протеина, што доводи до едема и склерозе мијелинског омотача, односно аксоналног оштећења. 
Физички агенс: радиофреквентна термална коагулација, којом се деструкцију аксона врши радифреквентни талас од 50-500 kHz проласком кроз ткива изазивајући осцилацију молекула која доводи до загревања врха игле на 80-90°С. Ова температура доводи до уништавања ткива у пречнику од 5-10 мм од врха игле, због чега је исправна позиција игле јако важна. Висока температура доводи до денервације. Нежељени ефекат ове методе је што може узроковати деафернтацијску бол и стварање неуринома. Може се примењивати и пулсно радифреквентно лечење са ниском температуром које не доводи до деструкције нерва.
Многи здравствени радници верују да је блок симпатичког нерава ефикасан метод за контролу хроничног бола. Међутим, не постоји много медицинских доказа који би показали да ли су ови блокови заиста корисни. Ова терапија циља на симпатички нервни систем, низ нерава који се шире од кичме до тела како би помогли у контроли неколико невољних телесних функција или телесних функција над којима болесник нема контролу. То укључује проток крви, варење и знојење.

## Врсте
Локација бола обично одређује где ће се примити нервни блок. Ваши симпатички нерви се окупљају изван подручја кичме у густим мрежама нерава званим ганглиони. Ако је бол локализован у горњем делу тела, можда ће бити примењено  блокирањем звездастог ганглија у пределу врата. Ако је бол у доњем делу тела, биће блокиране ганглиј у близини доњег дела кичме или лумбални симпатички  блок.

### Блокада целијачног плексуса
Блокада  целијачног плексуса врши се у сврху обезбољавања болесника са малигном болешћу панкреаса, али и код других малигнитета и стања која су узрок хроничног абдоминалног бола: желудац, јетра, жучна кеса трансверзални колон, слезина, бубрези и проксимални утерус. 
Уобичајено се прво врши дијагностичка блокада применом локалног анестетика. У случају да дође до значајног смањења болова, може се вршити неуролитичка блокада, која доводи до дуготрајног смањења болова у 70-90% болесника са малигнитетом у горњем стомаку. Не треба заборавити да ови дијагностички и прогностички блокови могу бити лажно позитивни и лажно негативни, па њихова примена није универзално прихваћена, а резултате треба тумачити са пажњом. 
Неуролитички блок се врши применом алкохола или фенола. Приступ цдлијачном ганглиону је у средњој линији леђа, и локализује се непосредно испред кичме уз навођење рендгенским снимањем, уз предходно убризгавање контраста, да би се потврдила исправна позиција игле. 
Иако врло делотворан, овај захват може имати и озбиљне компликације уколико дође до нежељеног ширења неуролитичног раствора, и довести до различитих неуролошких испада: пад стопала, сексуална дисфункција, инконтиненција, параплегија. 

### Блокада горњег хипогастричног плексуса
Блокада горњег хипогастричног плексуса врши у случају потребе за аналгезијом код малигних процеса у карлици. Може се користити и у терапији хроничног бола код ендометриозе.  

### Блокада непарног ганглиона
Блокада непарног ганглиона (Ganglion impar) примењујње се за евалуацију и третирање бола у:
- области ано-ректалне регије,
- перинеалног и гениталног бола у случају локалних малигнитета,
- кокцидиније,
- тенезама.